# Heinrich Karl von Bibra

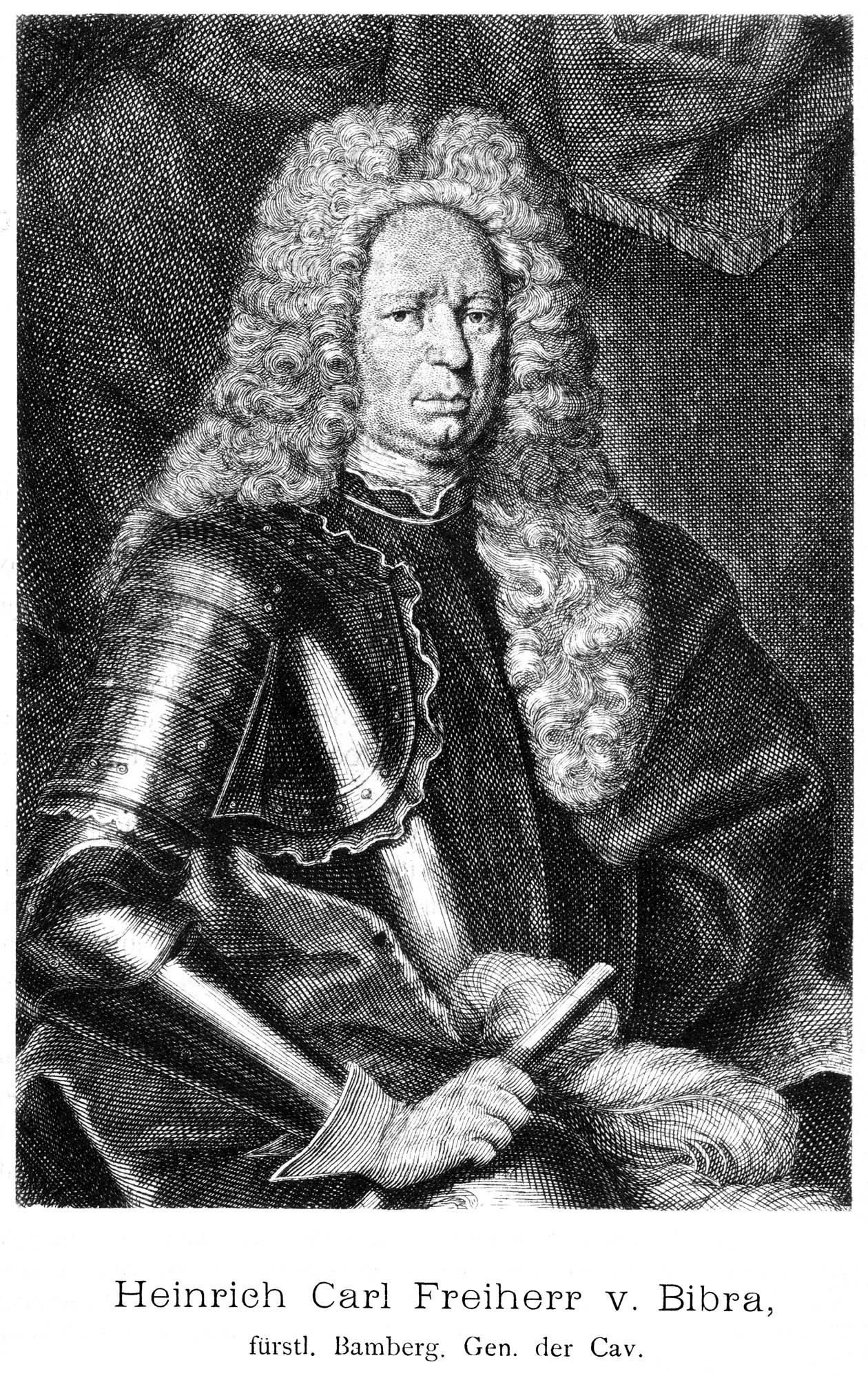
Heinrich Karl von Bibra

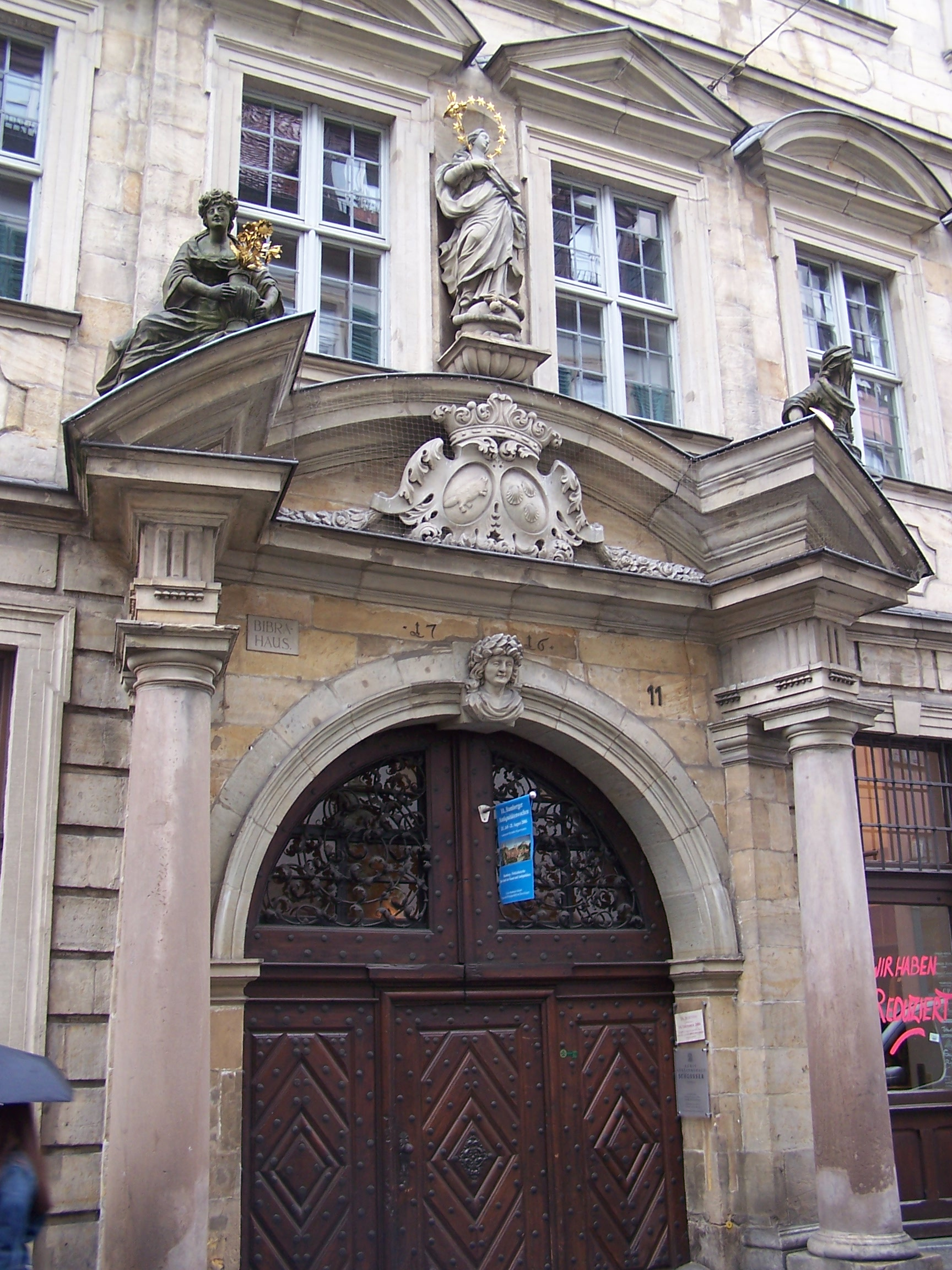
Fassade des Bibra-Palais mit Doppelwappen Bibra-Eyb

Heinrich Karl Freiherr von Bibra, auch Karl Siegmund (* 10. Februarjul. / 20. Februar 1666greg.; † 11. Januar 1734 in Forchheim) war Regimentschef des Fränkischen Kreis-Dragonerregiments von 1691/92 und stieg bis in den Rang eines Generalfeldmarschalleutnants auf.

## Leben
Heinrich Karl Freiherr von Bibra stammte aus dem thüringisch-fränkischen Adelsgeschlecht der von Bibra. Er war verheiratet mit Maria Johanna Theresia, geborene von Eyb (1684–1771). Heinrich Karl und seine drei 1698 noch lebenden Brüder, darunter Georg Friedrich, Christoph Erhard und Johann Ernst, erhielten vom Kaiser das erbliche Reichsfreiherrendiplom.
Heinrich Karl wechselte aus niederländischen Diensten zum Fränkischen Kreis unter Markgraf Christian Heinrich. Als Nachfolger seines Bruders Christoph Erhard übernahm er eine Bamberger Kompanie und unterstand somit dem Bamberger Fürstbischof Lothar Franz von Schönborn. Für die Ansbacher Markgrafen kämpfte er im Spanischen Erbfolgekrieg. Das von 1691 bis 1793 bestehende Kavallerieregiment im Fränkischen Reichskreis (Übersicht siehe Liste der Regimenter des fränkischen Reichskreises) wurde zunächst von Christoph Wilhelm von Aufseß angeführt. 1704 übernahm Heinrich Karl das Regiment. Ihm folgte 1733 Philipp Caspar von Linsingen nach.
1714 erwarb von Bibra das heute sogenannte Bibra-Palais (auch Bibra-Haus) in Bamberg und erweiterte das Gebäude um einen Vorbau. Der Architekt war Johann Dientzenhofer. Über dem Eingangsportal weist das Doppelwappen Bibra-Eyb auf die eheliche Verbindung hin. Von Bibra bekleidete als Gefolgsmann des Bamberger Bischofs eine Reihe ziviler Ämter innerhalb des Bistums. 1711 wurde er zum Geheimrat ernannt, 1715 bis 1717 war er Oberamtmann im Amt Scheßlitz und schließlich wurde er 1717 Amtshauptmann und Festungskommandant der Festung Forchheim. 1721 wurde ihm das Bamberger Erbuntertruchsessenamt verliehen, als Familienältester wurde er 1727 auch Erbuntermarschall von Würzburg.

## Familie
Heinrich Karl von Bibra hatte Maria Johanna Theresia geb. von Eyb (* 1685) geheiratet. Sie war eine Nichte des Eichstätter Fürstbischofs Johann Martin von Eyb (1630–1704) und die Tante des Freisinger Weihbischofs Franz Ignaz Albert von Werdenstein (1697–1766).
Ihr Sohn Heinrich von Bibra (1711–1788) wurde Fürstbischof von Fulda.